# Îlot de Loreto
L'îlot de Loreto (en italien : isola di Loreto) est une île d'Italie du lac d'Iseo appartenant administrativement à Monte Isola.

## Géographie
Elle s'étend sur environ 110 m de longueur pour une largeur approximative de 63 m. 

## Histoire
À la fin du quinzième siècle, l'île fut achetée par les sœurs de Sainte-Catherine de Brescia, qui y installèrent un couvent mais l'abandonnent en 1580. Lorsque Charles Borromée la visite, il n'y vit plus qu'un ermite prénommé Pietro.
En 1696, Vincenzo Coronelli déclare l'île comme une propriétés des héritiers du comte Alessandro Martinengo.
L'écrivain Costanzo Ferrari (it), dans son roman historique Tiburga Oldofredi publié en 1847, y situe quelques scènes.
Gabriele Rosa (it) écrit, à la fin du XIXe siècle, qu'il y a des traces de fortifications sur l'île datant vraisemblablement des années 1500. Au dix-neuvième siècle, l'île appartient à la duchesse Felicita Bevilacqua La Masa. Elle est vendue le 9 octobre 1900 au capitaine de marine Vincenzo Richeri.
En 1910, Richieri y construit un château néo-gothique et y créé un jardin de conifères, un port de plaisance et deux tours de phare.